# Kadidia Nikiema
Kadidia Nikiema é uma ciclista paraolímpica de Burquina Fasso na classe de deficiência H3. Ela competiu pelo seu país nos Jogos Paraolímpicos de Verão de 2012 em Londres, Inglaterra.

## Carreira
Aos quatro anos de idade, Kadidia Nikiema ficou paralisada na perna direita depois de contrair a doença pólio. Isso significava que ela não podia frequentar a escola na sua cidade natal, Burquina Fasso, pois precisava de caminhar até lá. Algumas freiras deram a Nikiema uma handcycle, bicicleta movida pela força dos braços, aos 17 anos de idade, permitindo-lhe dar a volta e participar em desportos. Nikiema posteriormente emigrou para o Canadá.
Ela foi então selecionada como parte da equipe de Burquina Fasso nos Jogos Paraolímpicos de Verão de 2012 em Londres, Inglaterra. Quando a equipa chegou em Londres, eles descobriram que o seu financiamento foi cortado e não puderam ficar no alojamento organizado pelo Kent County Council. Em vez disso, ela e o resto da equipe treinaram nas instalações da Brentwood School, Essex, e na Brands Hatch. Nikiema ficou com freiras locais em Brentwood e dividiu uma handcycle com o seu colega Lassane Gasbeogo.
Na cerimónia de abertura dos Paraolímpicos de Verão de 2012, Nikiema carregou a bandeira do seu país no Desfile das Nações. Ela competiu tanto na corrida de estrada feminina H1-3 como na prova de tempo de estrada H3. Nikiema teve uma prestação mediana na corrida de estrada e ficou em sexto no contra-relógio. Depois dos Jogos Paralímpicos de Londres, a sua handcycle ficou danificada. Para continuar a corrida, uma nova handcycle foi financiada coletivamente via online.